# Бехистунски надпис
Бехистунският надпис е триезичен клинописен текст (староперсийски, еламски и вавилонски) издълбан на скала в днешен Иран – югозападно от Екбатана между Хамадан и Керманшах. Надписът е издълбан по нареждане на цар Дарий I (управлявал 521 – 486 пр.н.е.) и описва събития от годините 523 – 521 пр.н.е.
Стойността на надписа за разкриването на историята, и в частност за древната, е огромно. Като епиграфски паметник, надписът разкрива събитията от управлението на Ахеменидите. Надписът е разчетен през 30-те и 40-те години на XIX век от английския учен Хенри Роулинсон, с което се слага началото на дешифрирането на клинописното писмо на много народи от Древния Изток.

## Описание
Надписът е издълбан на територията на древна Мидия на височина 105 метра над пътя, свързващ Вавилон с Екбатана. Неговите размери са: височина около 7 метра; ширина – 22 метра. Барелеф изобразява Дарий, който под покровителството на Ахура Мазда се среща с победените си врагове. Скалата под надписа е отрязана отвесно и е недостъпна, което допринася за опазването на паметника през вековете. За записването на клинописния текст през 19 век е използвана специална алпийска техника, с която епиграфите са се спускали по въжета от върха на скалата.

## Дешифриране
Немският пътешественик Карстен Нибур публикува копие на надписа в описанието на пътешествията си през 1778 г. Тази информация у използвана от Георг Гротефенд и други учени, които се опитват да дешифрират староперсийската клиновидна писменост. След като открива, че за разлика от семитския клинопис, староперсийският текст е буквен и всяка дума е отделена с вертикален символ, Гротефенд успява да дешифрира 10 от 37 символа към 1802 г.
Допълнително улеснение при разшифроването на староперсийския текст е обстоятелството, че съвременният ирански език е еволюирал естествено от него, както и че е свързан с авестийския език, използван в главната свещена книга на зороастризма Авеста.
През 1835 г. Хенри Роулинсън, английски военен на служба в Иран, започва сериозно да изучава надписа. Той успява да изкатери скалите с помощта на местни хора и копира староперсийската част (еламитската и вавилонската са недостъпни). Възползвайки се от вече разчетените символи, той започва да сравнява списъка на персийски царе, съдържащ се в текста, с гръцките им варианти, дадени от Херодот в транслитерация, например оригиналното Dâryavuš с гръцкото Δαρειος. По този начин той успява към 1838 г. да дешифрира имената и представя резултатите си пред научните общности в Лондон и Париж.
Междувременно Ролинсън служи в Афганистан и се завръща на мястото на надписа през 1843 г. Сега свързва процепа между древноперсийския и еламитския надпис с дъски и наема местно момче да се покатери и до вавилонския надпис, разположен по-високо. Направени са отливки на надписите от папие-маше. По този начин Ролинсън, заедно с други учени като Едуард Хинкс, Джулиус Оперт, Уилям Фокс Талбот и Едуин Норис, работейки поотделно или в сътрудничество, в крайна сметка успяват да дешифрират надписа изцяло. Това значително допринася за развитието на асириологията

## Галерия
- Възстановка на релефния надпис, изобразяващ триумфа на Дарий над мага Гаумата и метежните „царе“ в края на 6 век пр.н.е. – Персийският цар е стъпил с крака си върху поваления Гаумата, като след него просят пощада деветимата победени метежни царе. Зад царя са изобразени телохранител и воин от отряда на „безсмъртните“
- Примерна разшифровка на немски език на трите езикови клинописни текстове от Бехистунския надпис